# A71 (Griekenland)
De A71 is een autosnelweg in Griekenland. De snelweg verbindt over een afstand van 46 kilometer de A7 in Moreas nabij Megalopolis  met Sparta. De tolweg werd geopend in 2016.